# الحديقة الوطنية لثنية الحد
الحديقة الوطنية لثنية الحد (بالإنجليزية: Theniet El Had National Park) (تُعرفُ محليًا باسمها الشائِع المَدَّادْ، وبصفة أقل شيوعًا جنة الأرز ) وَهي أول حديقة وطنية وَثاني حظيرة وطنية محمية مُنشئة بعدَ طاسيلي ناجر في الجزائر، تتواجد في مدينة ثنية الحد على مسافة 2 كم، بولاية تيسمسيلت التي تبعد عن المدينة بمسافة 49 كم. تحدها من الشمال ولايات الشلف وعين الدفلى والمدية ومن الغرب ولاية غليزان ومن الجنوب الشرقي ولاية الجلفة ومن الجنوب ولاية تيارت.الحديقة عبارة عن غابة كثيفة بمختلف أنواع الأشجار أهمها شجرة الأرز الأطلسي وهذه الميزات جعلتها مصنفة كمحمية وطنية وكأحد أهم الأقطاب السياحية في الجزائر.

## تقديم الحظيرة الوطنية لثنية الحد
- في أفق السهول العالية الشاسعة تظهر غابة كثيفة وسلسلة جبلية حيث تكسو هذه الغابة أشجار الأرز الأطلسي متغلغلة في الماء والصخور ومن هنا تظهر الحظيرة الوطنية لثنية الحد.
- هذه الحظيرة ألهمت كل المؤرخين والمستكشفين والجنود والقديسين عبر الأزمنة ورغم ما تعرضت له من طرف المستعمرين إلا أنها احتفظت بطابعها المتميز.
- لقد أثبتت البحوث العلمية أن الحظيرة تدخل في إطار التوازن البيولوجي حيث تتضمن تدرجًا في المدن الجغرافية.
- أول فضاء طبيعي محمي من قبل سلطات الاستعمار الفرنسي، بتاريخ 3 أغسطس 1923.[4]
- و في الفترة الاستعمارية أصبحت الغابة محط أنظار وإعجاب من طرف المستعمرين حيث بني الحصن العسكري في افريل 1843 وفي هذه الفترة استقطبت هذه العجائب المندوب المالي Jordan فبني فيها قصر صغير وكان يتردد عليه في كل صيف لمدة 36 سنة.[بحاجة لمصدر]
- و بعد الاستقلال قررت الحكومة الجزائرية حماية هذه الرائعة الأرزية وتحويلها إلى محمية طبيعية أو بالأحرى حظيرة وطنية وهذا وفق المرسوم رقم 83-459 المؤرخ في 23 يوليو 1983.

لكن للأسف الشديد فإن الحظيرة الوطنية عرفت عملية حرق للعديد من المناطق الطبيعية بالنابالم وهذا في الفترة الاستعمارية حيث عرفت العديد من المعارك.

## الموقع الجغرافي والحدود
- الحظيرة الوطنية لثنية الحد عبارة عن صخرة ملفوفة ومحاطة من كل جانب بالمراعي. حيث تتربع على مساحة قدرها حوالي 3425 هكتارًا تبعد عن مقر الولاية بحوالي 50 كلم.
- تقعُ 185 كلم جنوبَ غرب الجزائر العاصمة ، 150 كلم عن ساحل البحر الأبيض المتوسط.[5]
- تتواجد في جنوب الأطلس التلي وتمتد بين سلسلة جبال الونشريس وهضبة سرسو، تحدها من الشمال الغربي ولاية الشلف وولاية عين الدفلى من الشمال ومن الشمال الشرقي ولاية المدية ومن الغرب ولاية غليزان ومن الجنوب ولاية الجلفة وولاية تيارت.
- تقعُ الحديقة الوطنية بمدينة ثنية الحد وَتمتدُّ غربًا بالقرب من مدينة سيدي بوتوشنت.

## التضاريس
- أعلى قمة في الحظيرة تبلغ 1787م وهي راس البراريط.[6] أما أخفض منطقة فتقع بحوالي 862م أما الارتفاع المتوسط يتراوح بين 1550م.
- ترجع تربة الحظيرة إلى الفترة المجانية للايوسيت الأعلى وتعتبر الرسوبيات البنية الجيولوجية للمنطقة بالإضافة إلى الصخور الكريتاسية الراجعة إلى الزمن الجيولوجي الثالث.
- من هنا نميز ثلاث عناصر رئيسية للسطح أو التربة:
  - التربة الحديثة التي تكونت من صخور المنحدرات.
  - التربة المعدنية الخاصة وهي تربة رمادية مليئة بالحديد لكنها خالية من المواد المغذية والعضوية.
  - التربة المصقولة تنتمي إلى المجموعة الحامضية وهي كاملة من صنف ا.ب.ج وهي غنية بالمواد العضوية والأزوتية.

لا يمكننا التغاضي عن الثلوج حيث نجد أن موسم سقوط الثلوج يكون في فصل الربيع على قمم الجبال المواجهة للشمال.وبصفة عامة فإن الارتفاع يقلل من فعالية الحرارة القصوى الدنيا بالإضافة إلى البعد عن المسطحات المائية وهذه النسب قام بتفسيرها العالم تيفنو (1982).
- أما الشكل الثاني فيمثل منحنى للفترة الجافة الممتدة من نهاية شهر ماي إلى بداية شهر سبتمبر وهذا من خلال عالم المناخ إمبرجر فإن الحظيرة تتموقع في الطابق المناخي الرطب ذو الشتاء البارد وكذلك الطابق المناخي شبه الرطب. وبذلك فهي طول السنة نجد أن الربيع هادئ ورطب في المنطقة الجنوبية الغربية.

## المناخ

منحنى بياني يمثل متوسط درجات الحرارة القصوى والدنيا في ثنية الحد.

تتمتع الحديقة بمناخ متوسطي مع صيف حار وجاف وشتاء معتدل ورطب. تتميزُ فترة الصيف بأنها قصيرة وحارة جداً وجافة وصافية بشكل عام، والشتاء طويل وبارد جداً وجزئياً غائم. خلال العام، تتراوح درجات الحرارة عادة بين -1 درجة مئوية و 33 درجة مئوية، ونادراً ما تكون أقل من -5 درجات مئوية أو أعلى من 36 درجة مئوية. وهذا ما يجعلُ الحديقة وجهة سياحية على مدار السنة، على الرغم من أن الربيع والخريف قد تكون الأوقات الأكثر راحة للزيارة وَللمشي لمسافات طويلة.
الموسم الحار جداً يستمر لمدة 2.8 شهر، من 15 يونيو إلى 9 سبتمبر، مع متوسط درجة حرارة قصوى يومية تتجاوز 28 درجة مئوية. أبرز الشهور حرارة خلال السنة في ثنية الحد هو يوليو، حيث تبلغ متوسط درجة الحرارة القصوى 32 درجة مئوية والدنيا 16 درجة مئوية.
الموسم البارد يستمر لمدة 4.0 شهر، من 15 نوفمبر إلى 17 مارس، مع متوسط درجة حرارة قصوى يومية تقل عن 14 درجة مئوية. أبرز الشهور برودة خلال السنة في ثنية الحد هو يناير، حيث تبلغ متوسط درجة الحرارة الدنيا -1 درجة مئوية والقصوى 9 درجة مئوية.

### كمية السُحُب

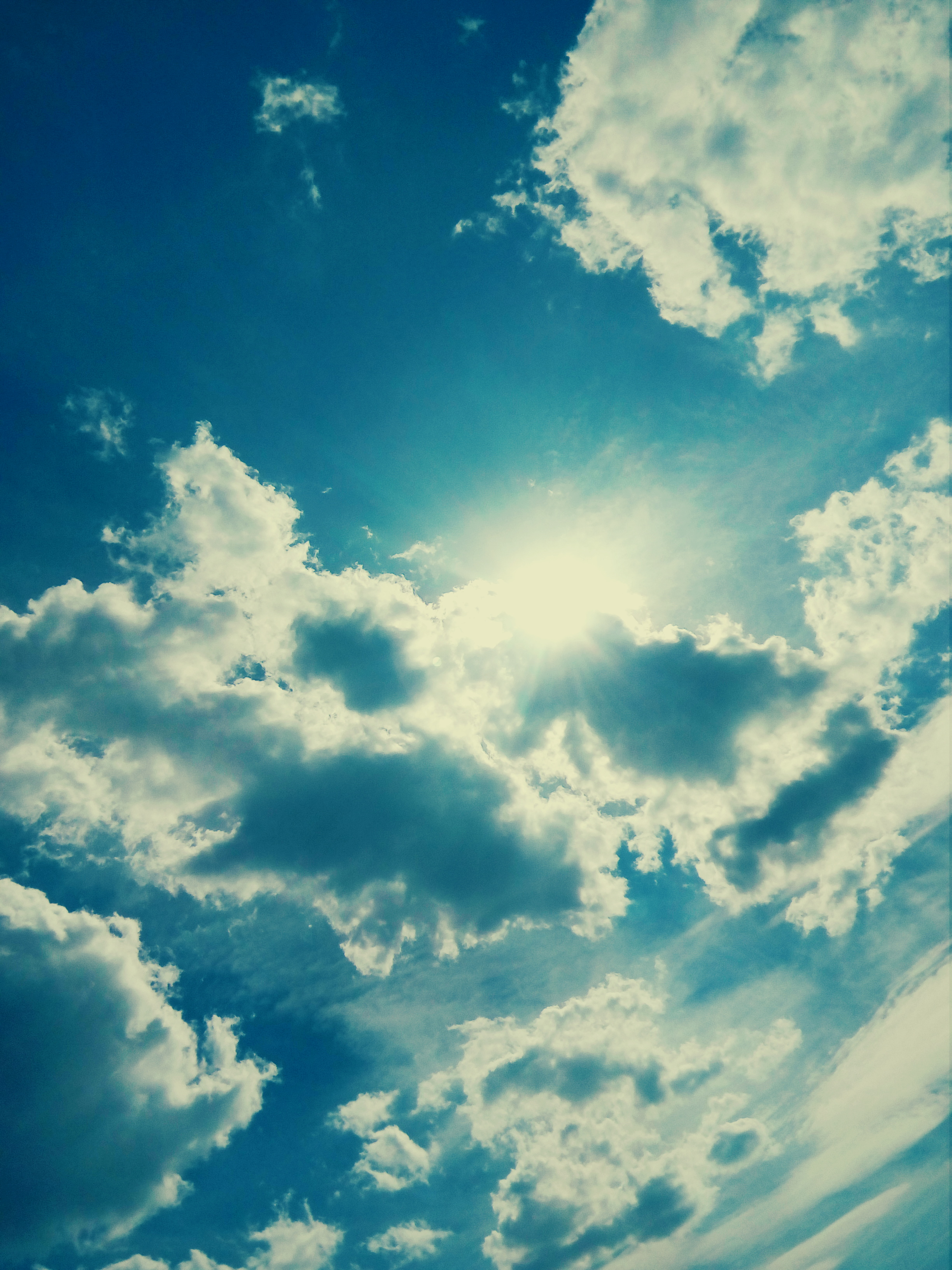
أجواء الربيع في الحديقة الوطنية.

في ثنية الحد، تشهد نسبة السُحُب تغيرًا موسميًا كبيرًا خلال العام.
الفترة الأكثر صفاءً خلال العام تبدأ حوالي 11 يونيو وتستمر لمدة 2.8 شهر، حتى حوالي 5 سبتمبر.
يوليو هو أكثر الأشهر صفاءً خلال العام في ثنية الحد، حيث تكون السماء عمومًا صافية أو صافية جزئيًا لنسبة تصل إلى 90% من الوقت.
الفترة الأكثر اكتظاظًا بالسُحُب خلال العام تبدأ حوالي 5 سبتمبر وتستمر لمدة 9.2 شهر، حتى حوالي 11 يونيو.
ديسمبر هو أكثر الأشهر اكتظاظًا بالسُحُب خلال العام في ثنية الحد، حيث تكون السماء عمومًا مغطاة بالسحب أو غائمة لنسبة تصل إلى 48% من الوقت.

## النباتات

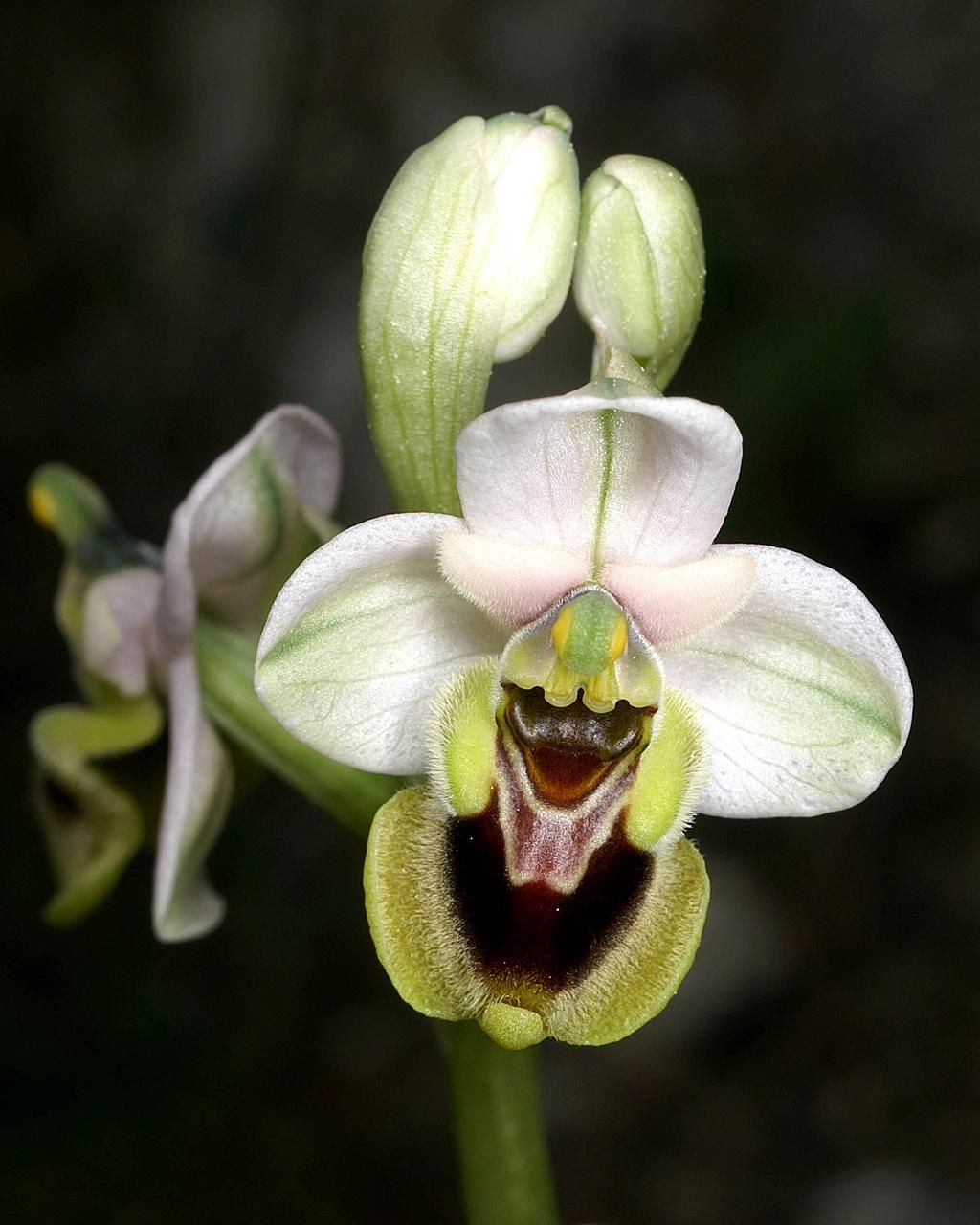
أوفريس تينثريدينيفيرا

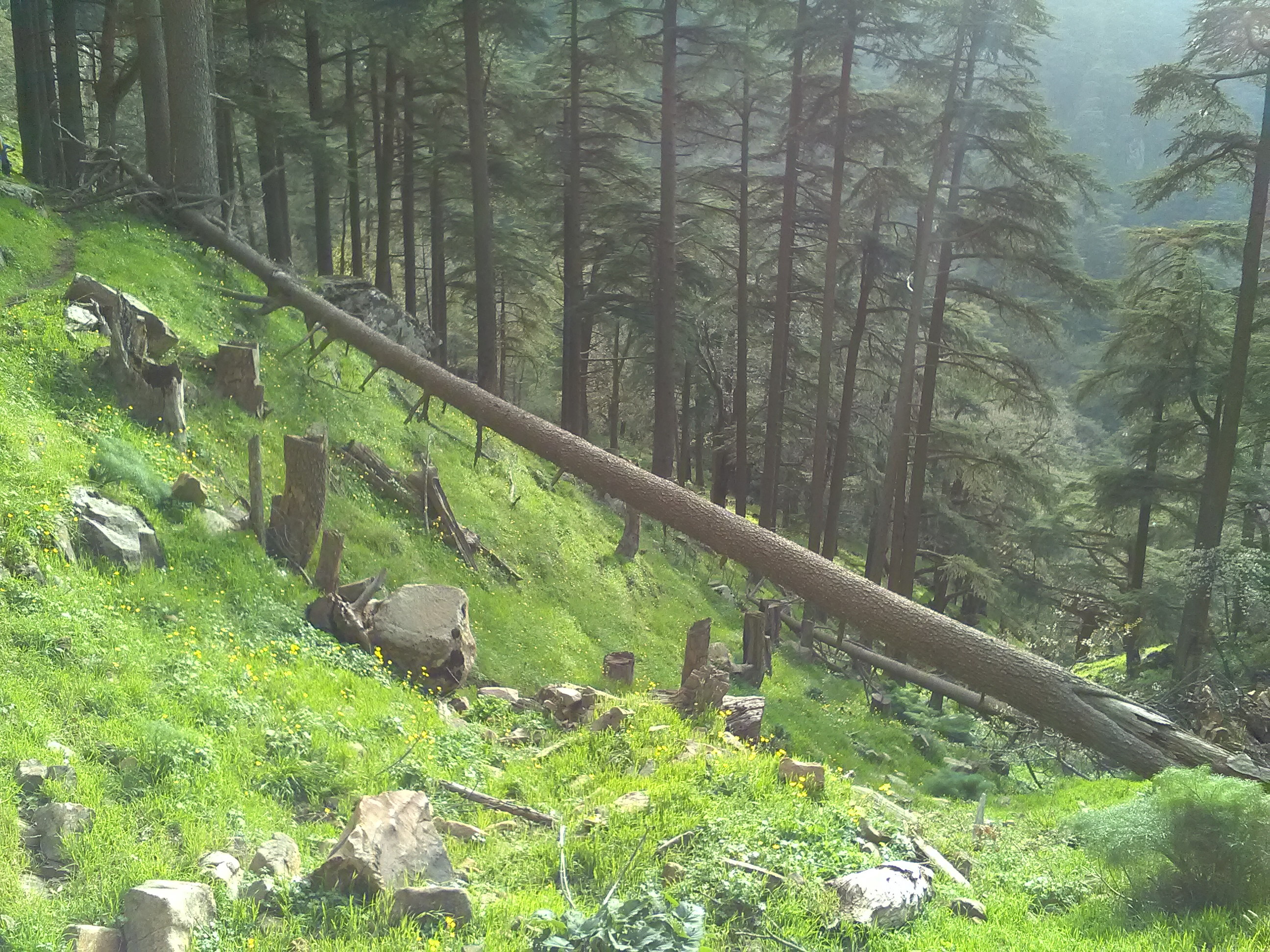
أشجار الحديقة

هناك حوالي 3/4 من مساحة الحظيرة مشغولة بالقطاع الغابي ، هناكَ حولي 442 نوع من النباتات منها ما هو متوطن فيمكن أن نميز ثلاث طبقات مختلفة فيما بينها:
- الطبقة المشجرة:
  - الأرز الأطلسي (Cedrus atlantica) وهو مزيج من الأرزيات الحديثة والقديمة التي تشغلُ حيز 1000 هكتار.[9]
  - البلوط الأخضر (Quercus ilex). 1000 هكتار.[10]
  - سنديان زاني (Quercus faginea).504 هكتار.[11]
  - حزام بلوط الفلين (Quercus suber).460 هكتار.[12]
  - أشجار الصنوبر.
- الطبقة ذات الأشجار التي لا يقل علوها عن مترين ولا يزيد عن 07 أمتار نجد في هذه الطبقة خليط من الأنواع:
  - في الجهة الجنوبية نجد:العرعر الشربيني/البلوط البرتغالي.
- الطبقة العشبية:هي طبقة غنية بالأنواع الآتية:
  - السمريون البقلي.
  - غرنوقي أطلسي.
  - البنفسج.
  - عشقة متسلقة.
  - الأقحوان.

## الحيوانات

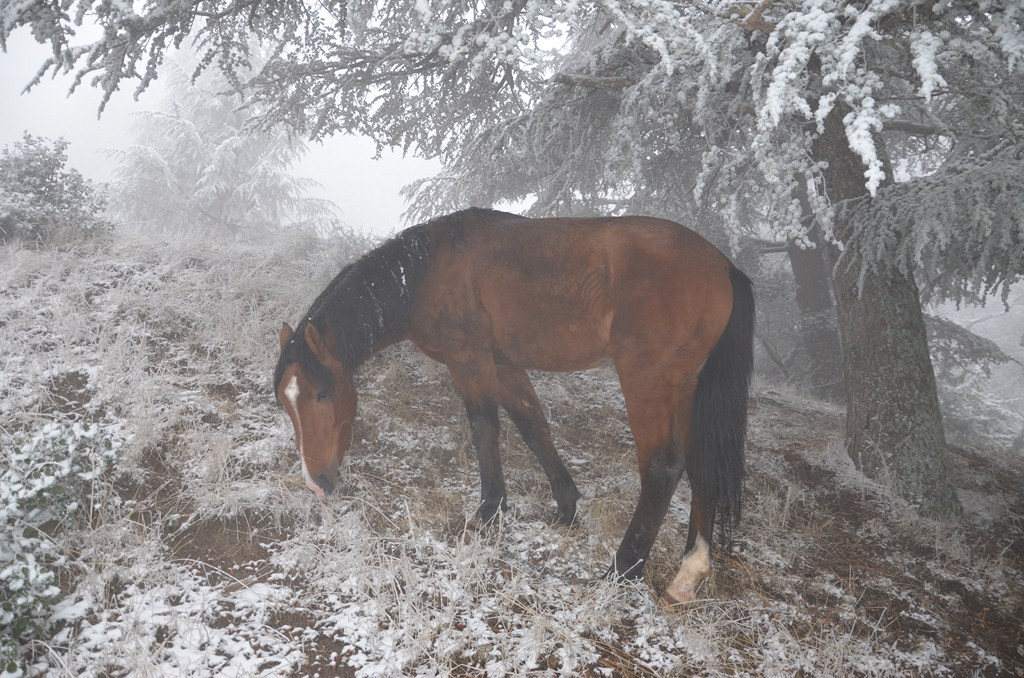
تربية الأحصنة بالقرب من مقر المحمية الوطنية.

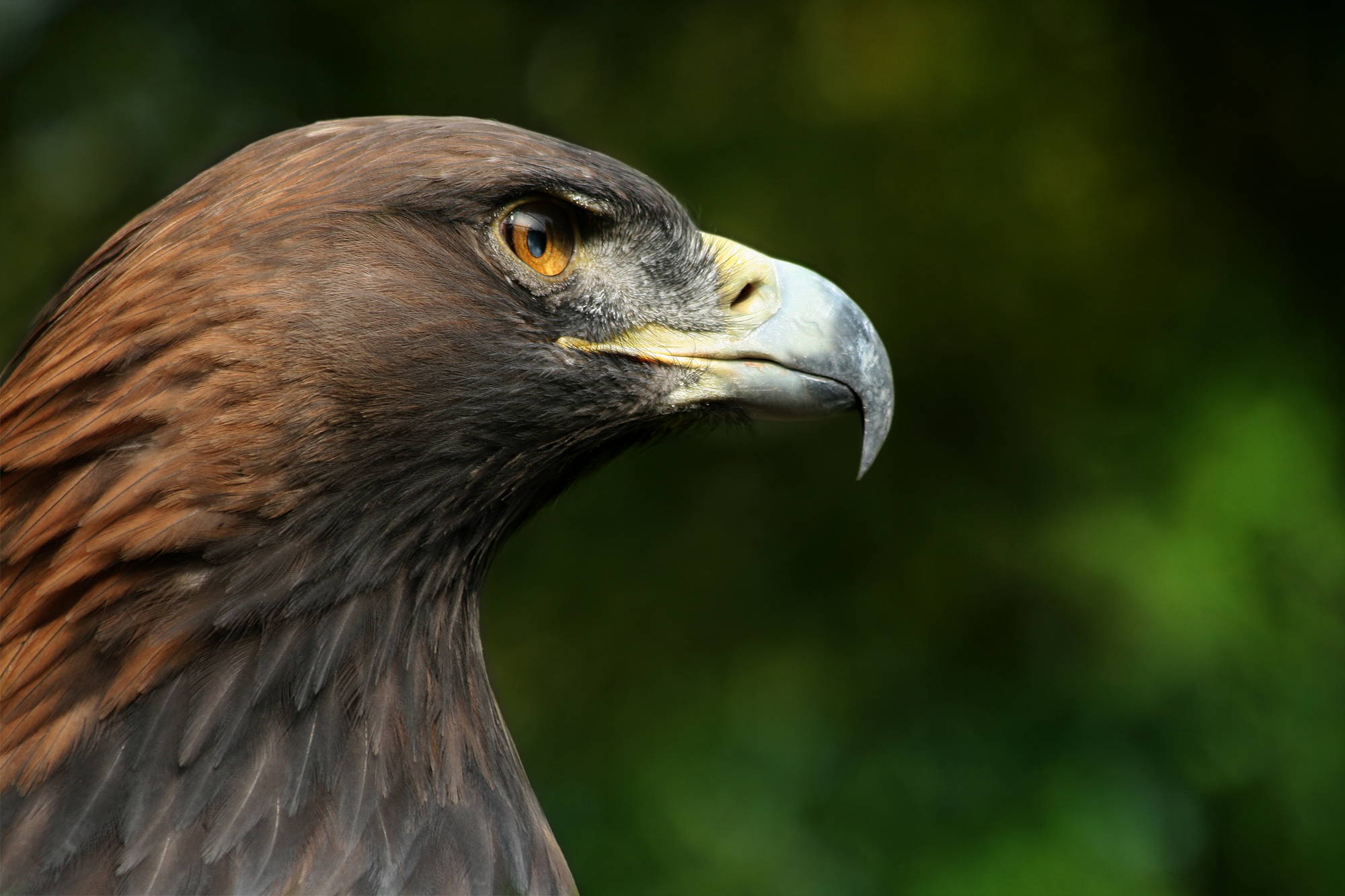
العقاب الذهبية

إن الحظيرة الوطنية لثنية الحد تحتوي على 445 نوع مختلف من الحيوانات منها المحمية حيث تسعى الحظيرة إلى الحفاظ عليها وتكثيرها ومن بينها نجد:
الثدييات والفقاريات:
- ڨَرنِيط
- النيص
- ابن عرس صغير
- الزواحف مثل الحرباء.
- سحلية الجدار.
- الحية غير السامة.
- السلحفاة.
- الضفادع.
- الأرنب البري.
- الخنزير البري.
- ابن آوى.
- عناق الأرض
- القط البري.

كما نجد 97 نوع من الطيور 25 منها محمية:
- عناق الأرض (أو الكراكال) (نادر)العقاب الذهبية [14]
- عقاب بونلي
- الحُرّ
- النسر المصري
- حميمق طويل الساقين
- الوروار الأوروبي
- الخُضَير الأوربّي
- نقار الخشب الأخضر
- شقراق أوروبي
- السُبَد الأوروبيّ

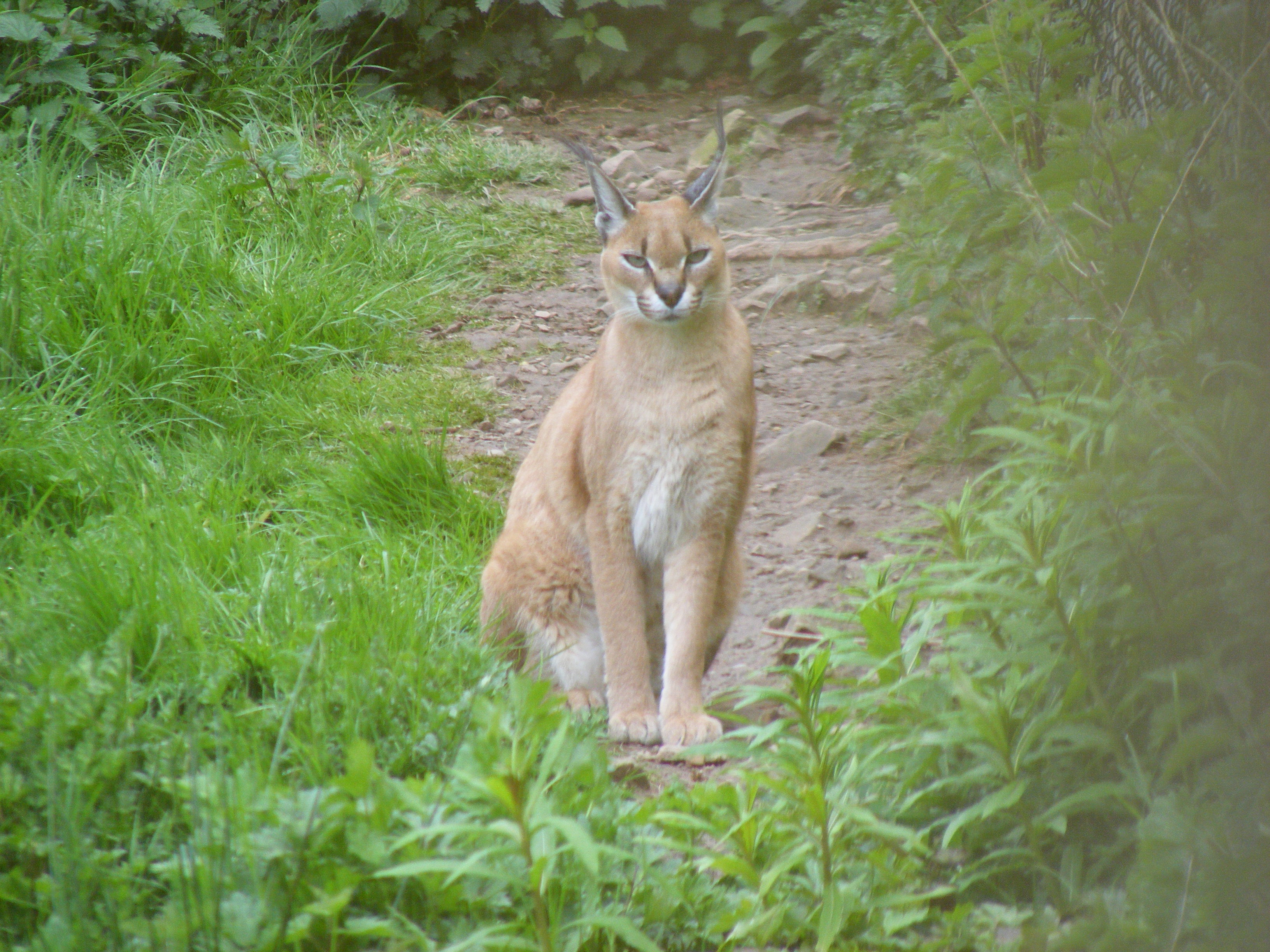
عناق الأرض (أو الكراكال) (نادر)

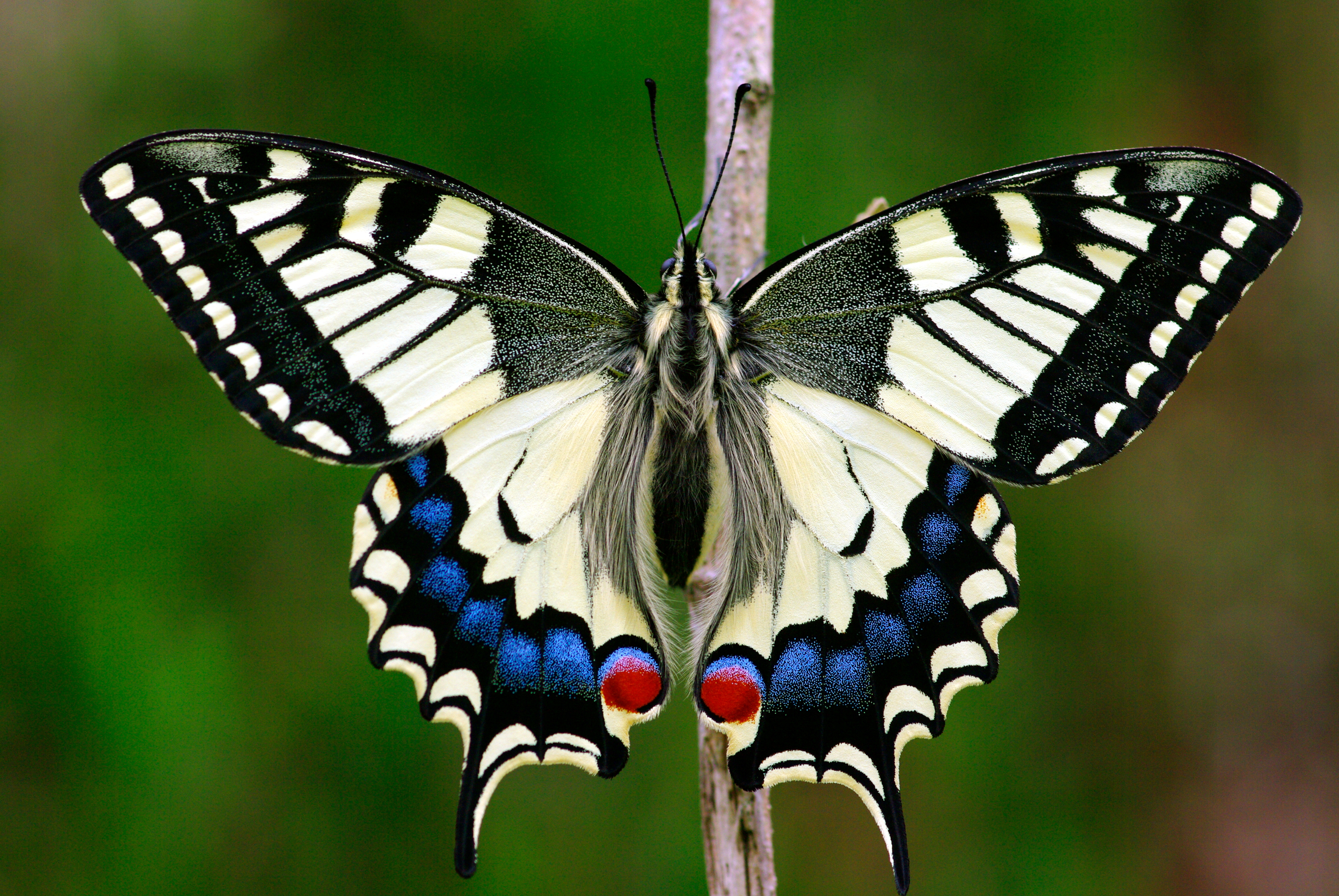
فراشة مذناب مقون

هذا ونجد أنه يوجد في الحظيرة حوالي 80 نوع من الحشرات منها:
- فرس النبي.
- اليعسوب.
- الدعسوقة.
- حالوش البطاطا
- جعل ذهبي
- بق توتة العليق
- حشرة النارالجُعَل الذّهَبي
- قرنبى سكوبولي

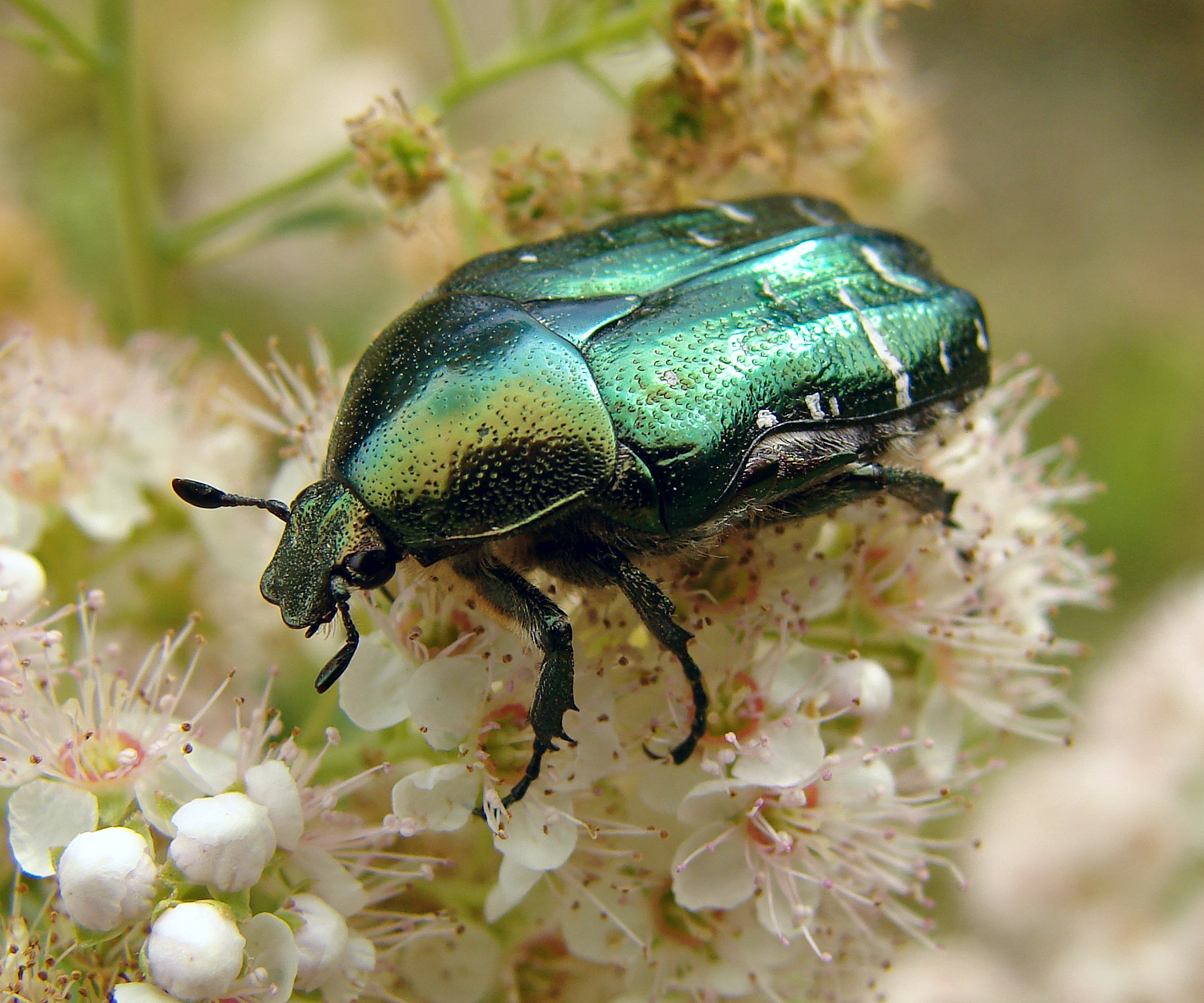
الجُعَل الذّهَبي

- سراج الليل (من نوع Lampyris noctiluca)
- مذناب مقون

## المناظر والمواقع المتميزة
- الدائرة المركزية: وهي بقعة كبيرة محاطة بأرزيات كبيرة تعود إلى آلاف السنين كما نجد فيها مروج تشبه مروج سويسرا وجبال الألب بالإضافة إلى مجاري مثل الهرهارة أو عين هَرهَار.[15]
- كاف السيقا(1714م): من خلاله يمكن مشاهدة كل المناظر المحيطة بالحظيرة وهو المكان المثالي لالتقاط الصور البانورامية.
- راس البراريط: وهو أعلى قمة (1787م).
- الورتان: مليئة بالأشجار بها ينبوع مائي رائع وتشكلات صخرية تبدو مكعبة الشكل ممّا ترتسم بالجبل بانوراما رائعة وبدون شك ستستمتع بمنظر غروب الشمس.[16]
- Le pre-maigra يوجد في وسط أشجار الأرز إذ توجد فيه تكوينات صخرية وينابيع المياه التي تثير إعجاب الزوار.
- جاج الما (أو جيج الما): مكان توجد به بحيرة وَغطاء نباتي من أزهار الأقحوان.

بالإضافة إلى هذا اكتشف مؤخرا موقعا أثري في حدود الحظيرة في المكان المسمى بوخيراز وهو عبارة عن رسومات تمثل مشاهد للصيد كما اكتشفت مادة أثرية تحتوي حتى الصناعة الليتية.

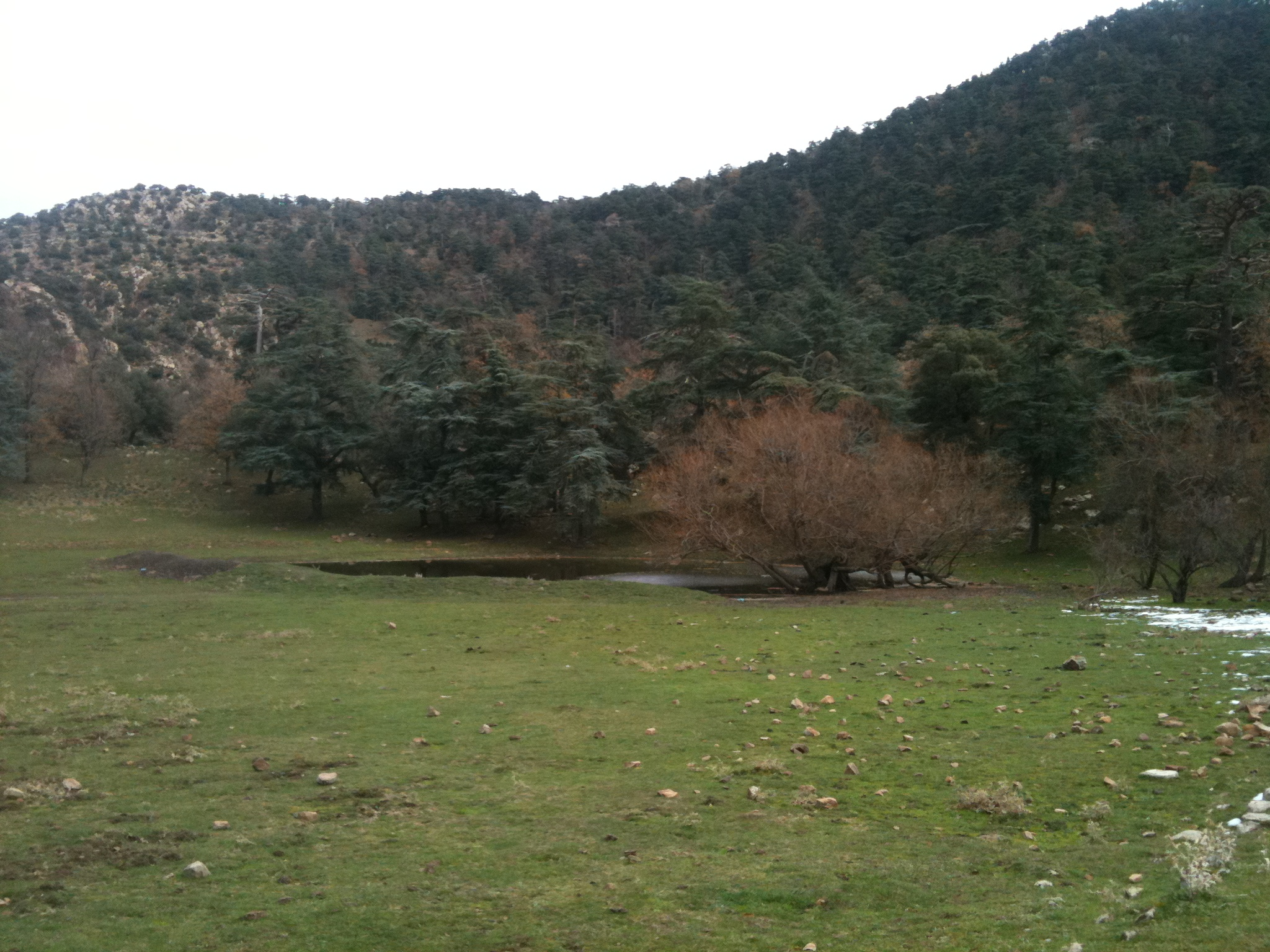
بُحيرة الدائرة المركزية، بالقُربِ من عَينْ هَرْهَارْ.
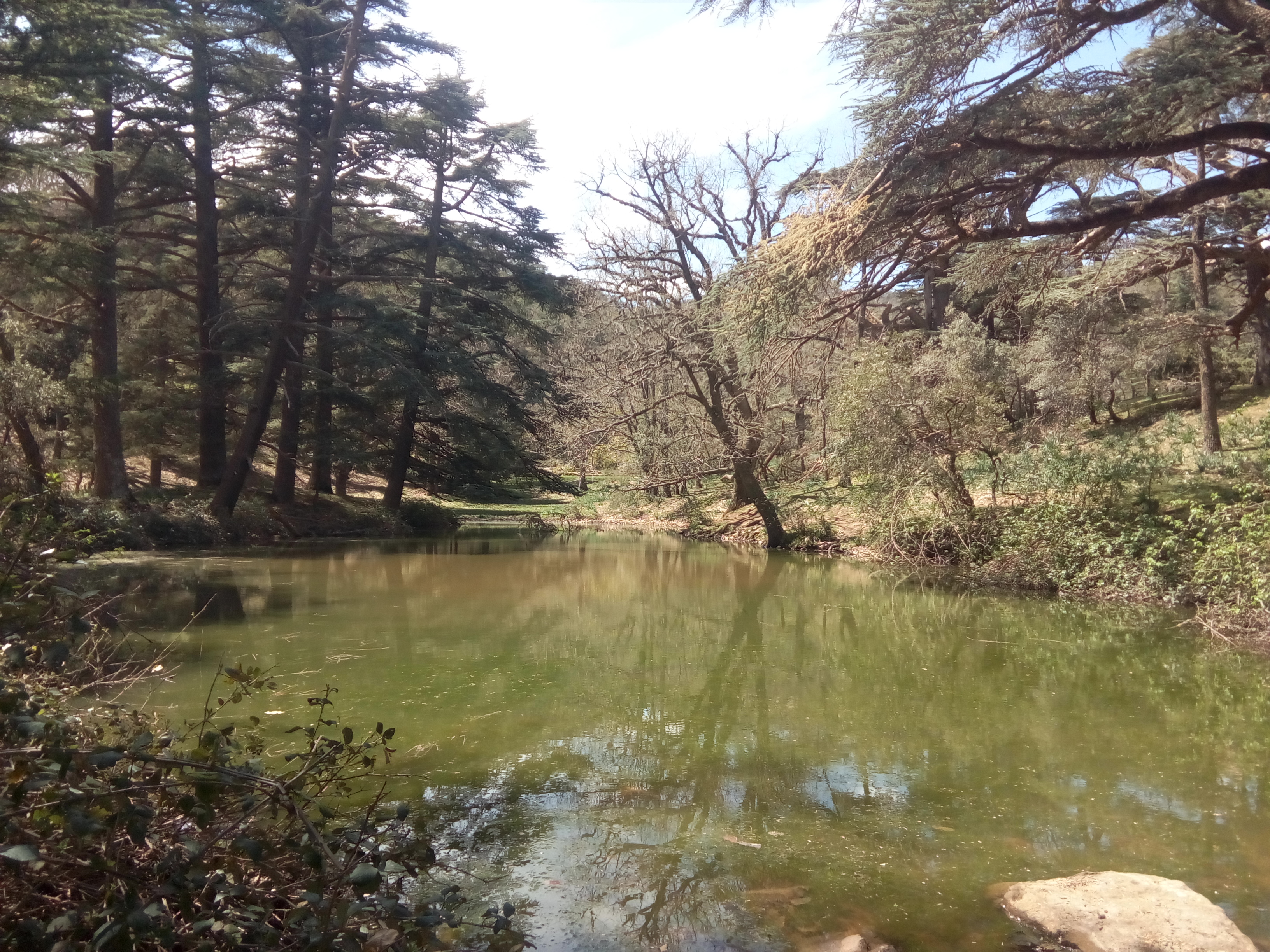
بُحيرة تقعُ في المكان المُسمّى جاج الما.
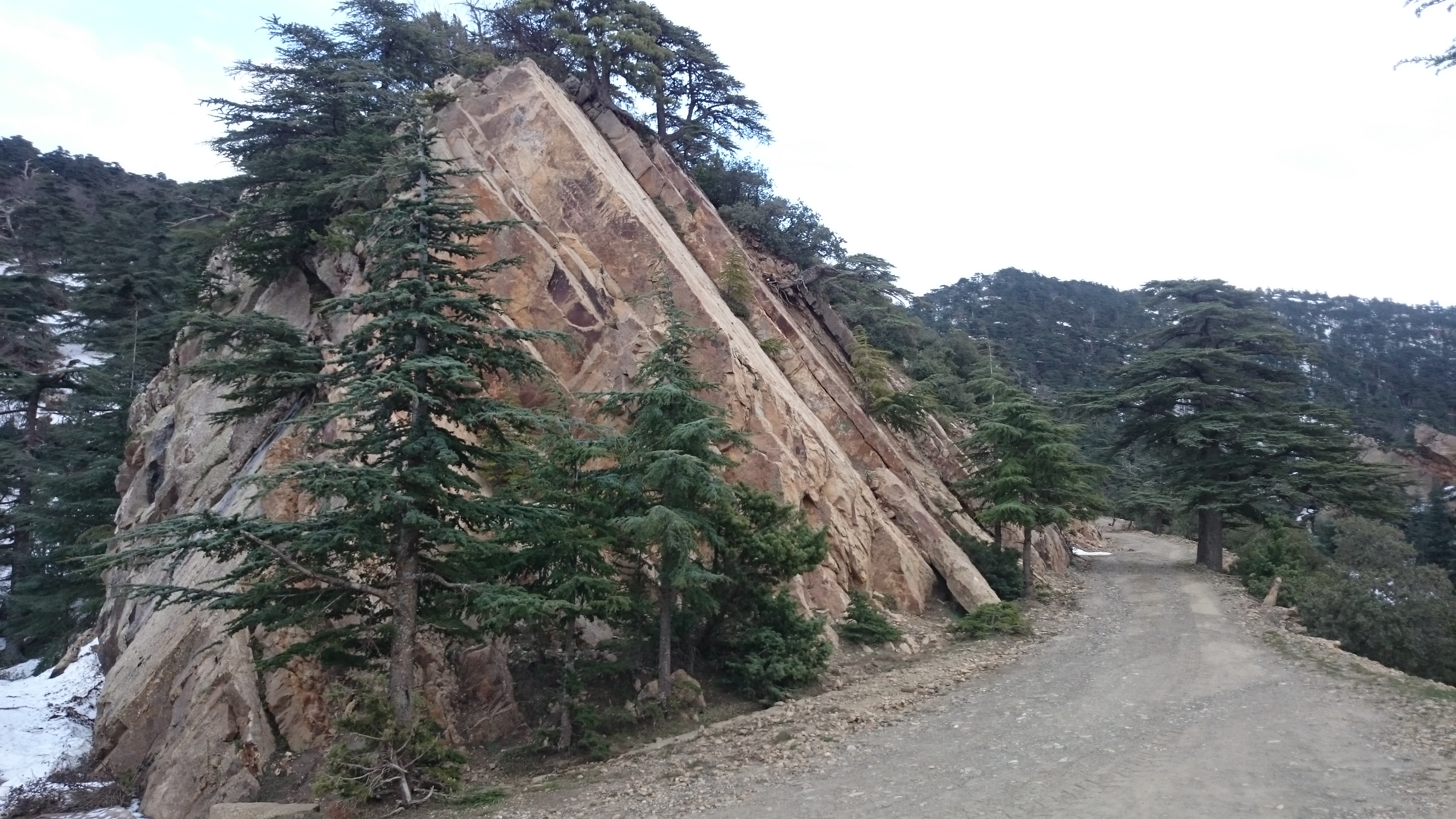
مِن قَلبِ المحمية بالمكان المُسمى فيراج مور.
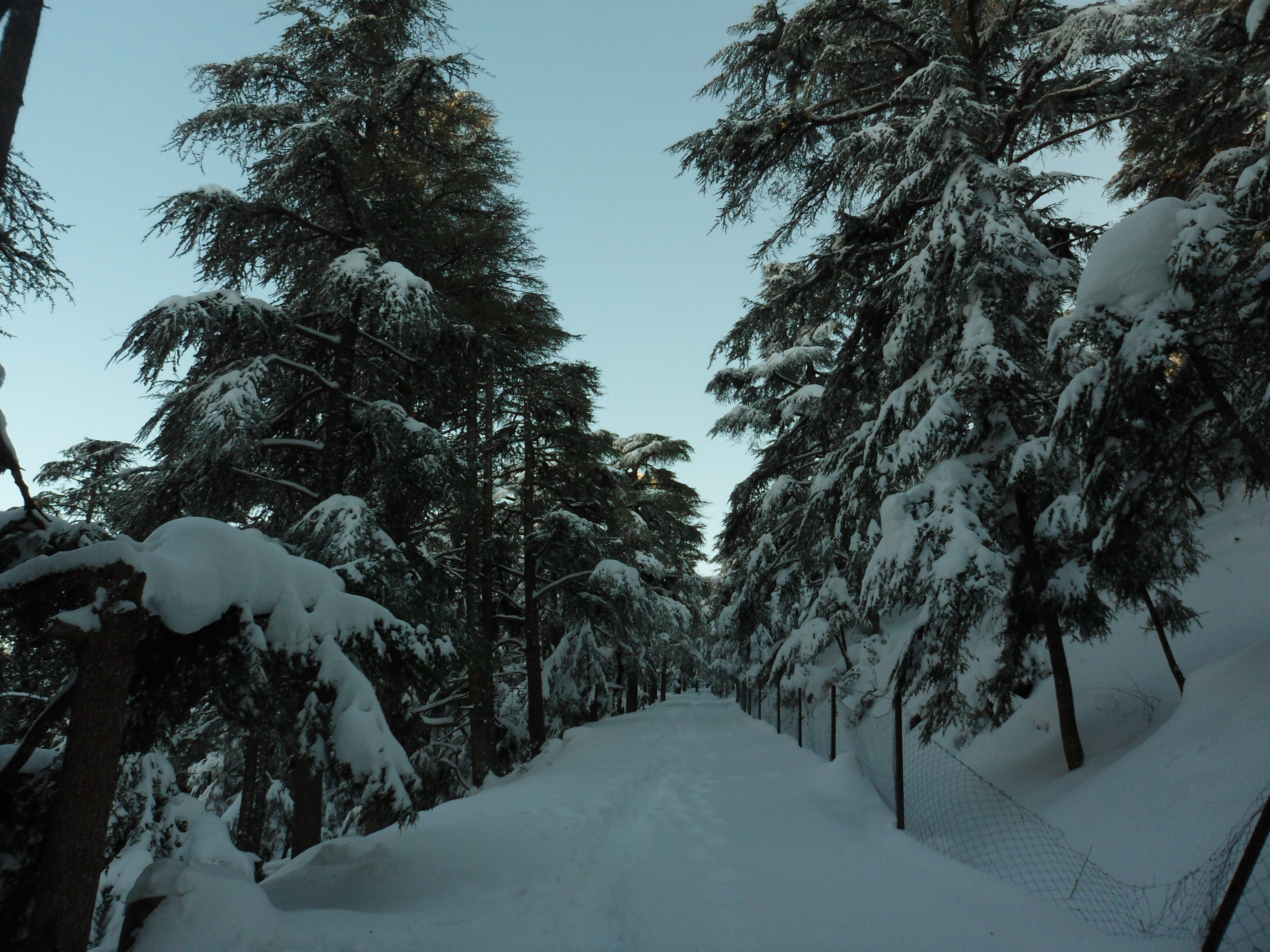
الثلوج تُغطي المحمية، المكان المؤدي إلى المنطقة المسمّاة بالباراسول.
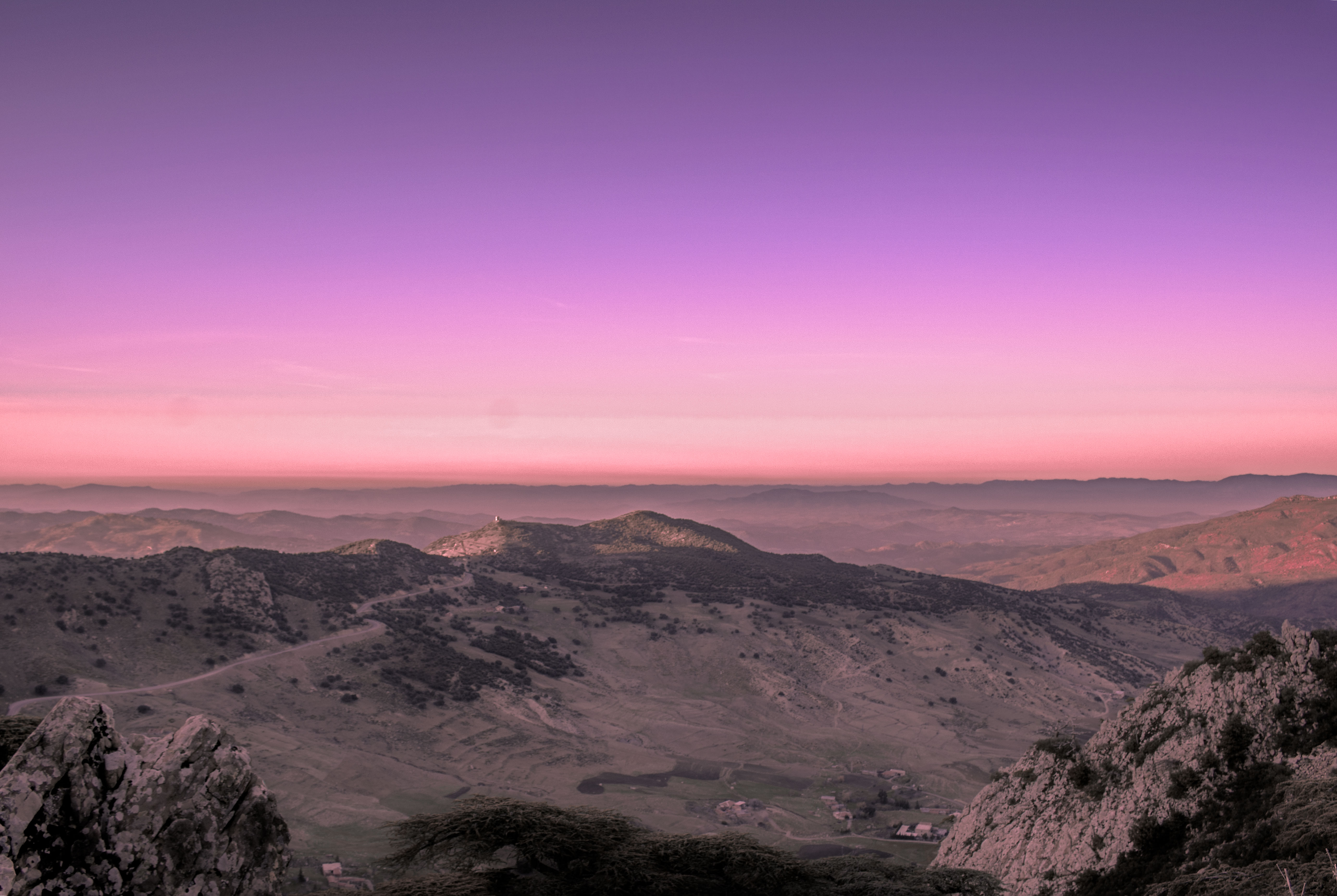
غُروب الشّمس
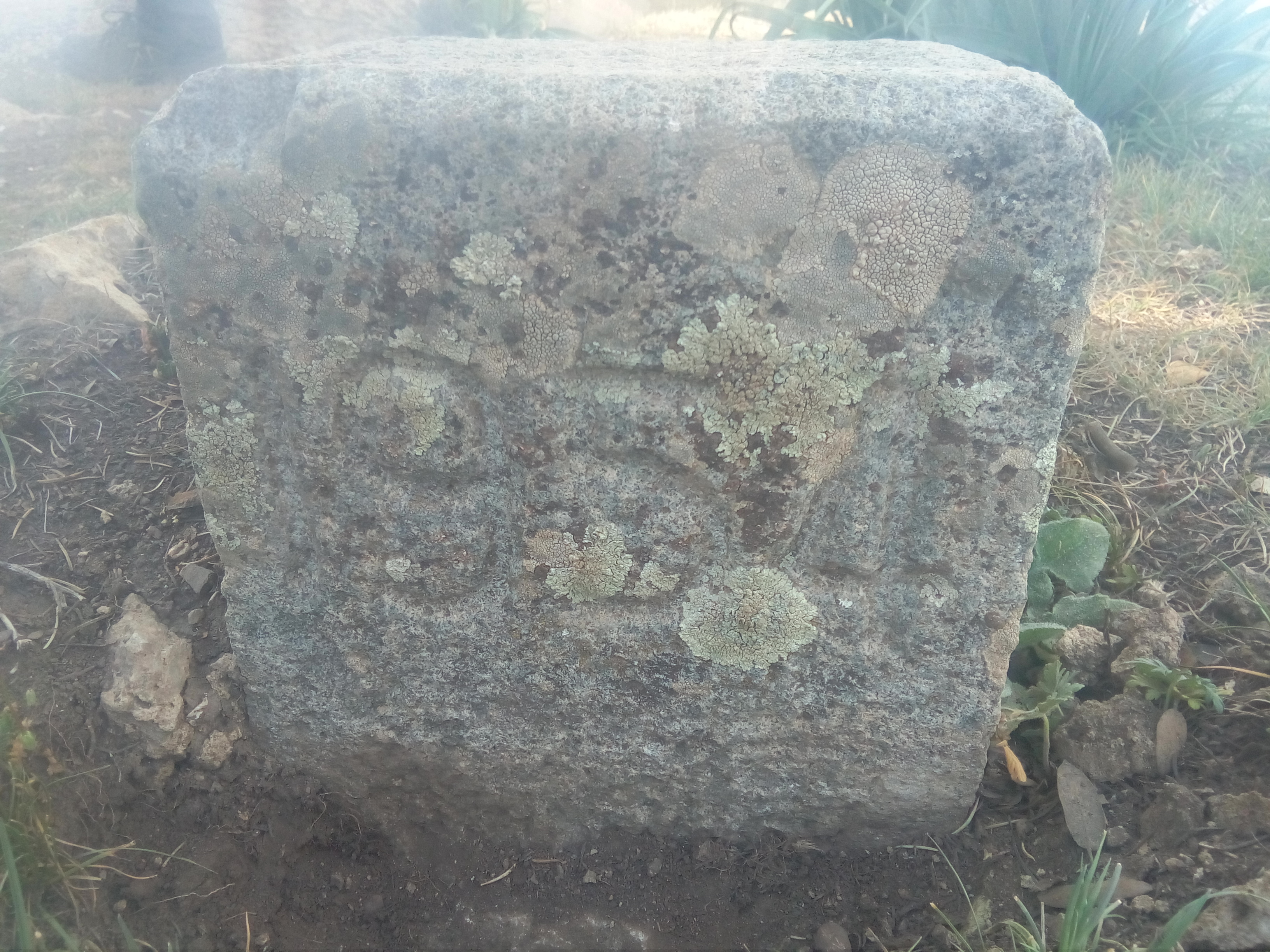
حجرة عثر عليها منقوشة بـ 1954 بالقربِ من مرتفع راس البراريت.
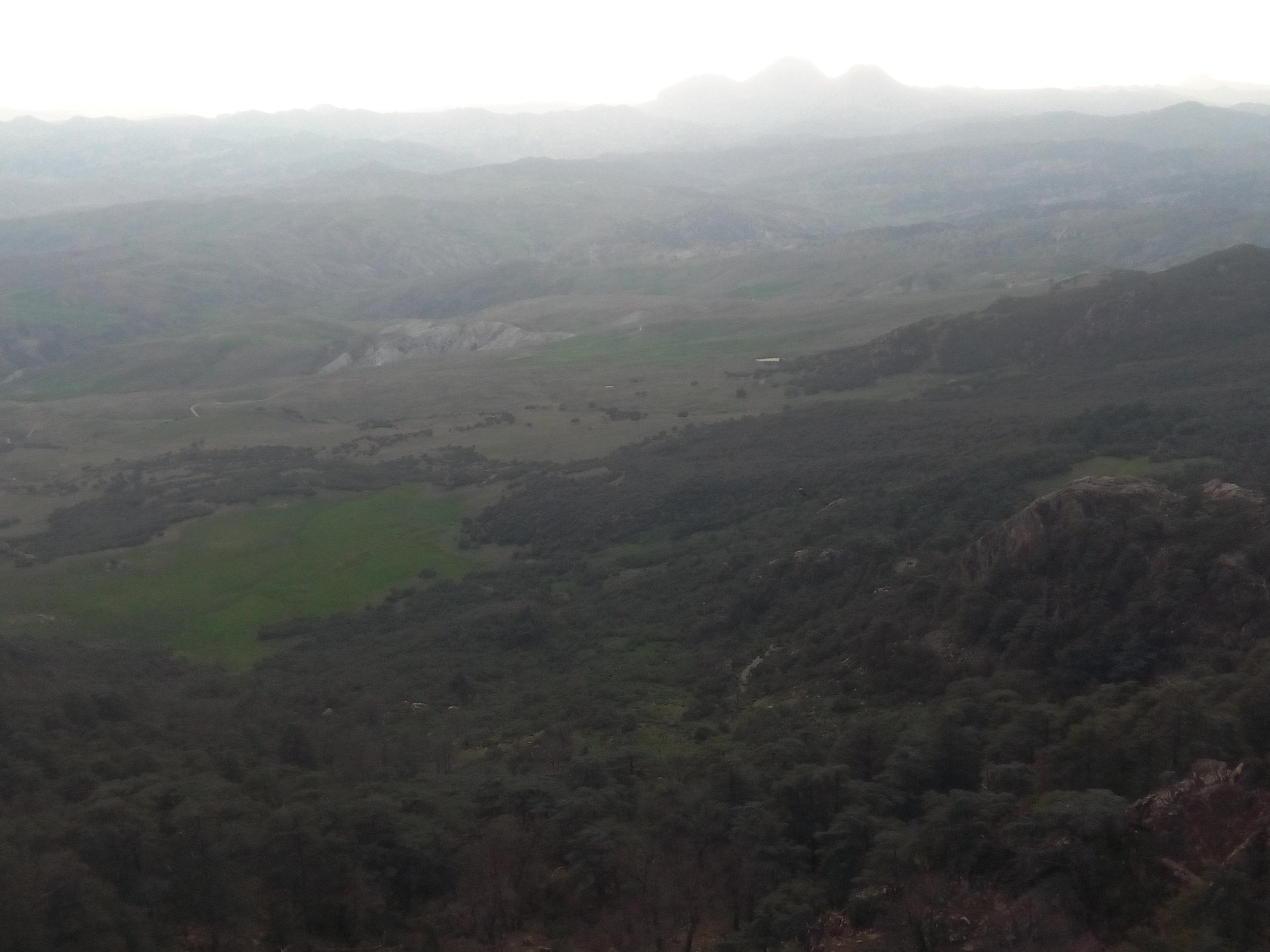
منظر من أعلى قمة مرتفع راس البراريت؛ يعرضُ جبال أعلى قمة بسلسلة الونشريس بمدينة برج بونعامة.

## الجولة الخضراء
- هي عبارة عن دورة سياحية تحسيسية والتي تنظم في شهر مارس من كل سنة عبارة عن العدو الريفي، ويحظى هذا الأخير بمشاركة واسعة لأبناء ثنية الحد من كلا الجنسين، بالإضافة إلى التحسيس الجواري من خلال الاتصال بالسكان المحاذين للحظيرة الوطنية لتقديم إرشادات فلاحية ورعوية وكذا من أجل تثمين الحرف (كالطبخ والصناعات التقليدية).

## السياحة الجبلية

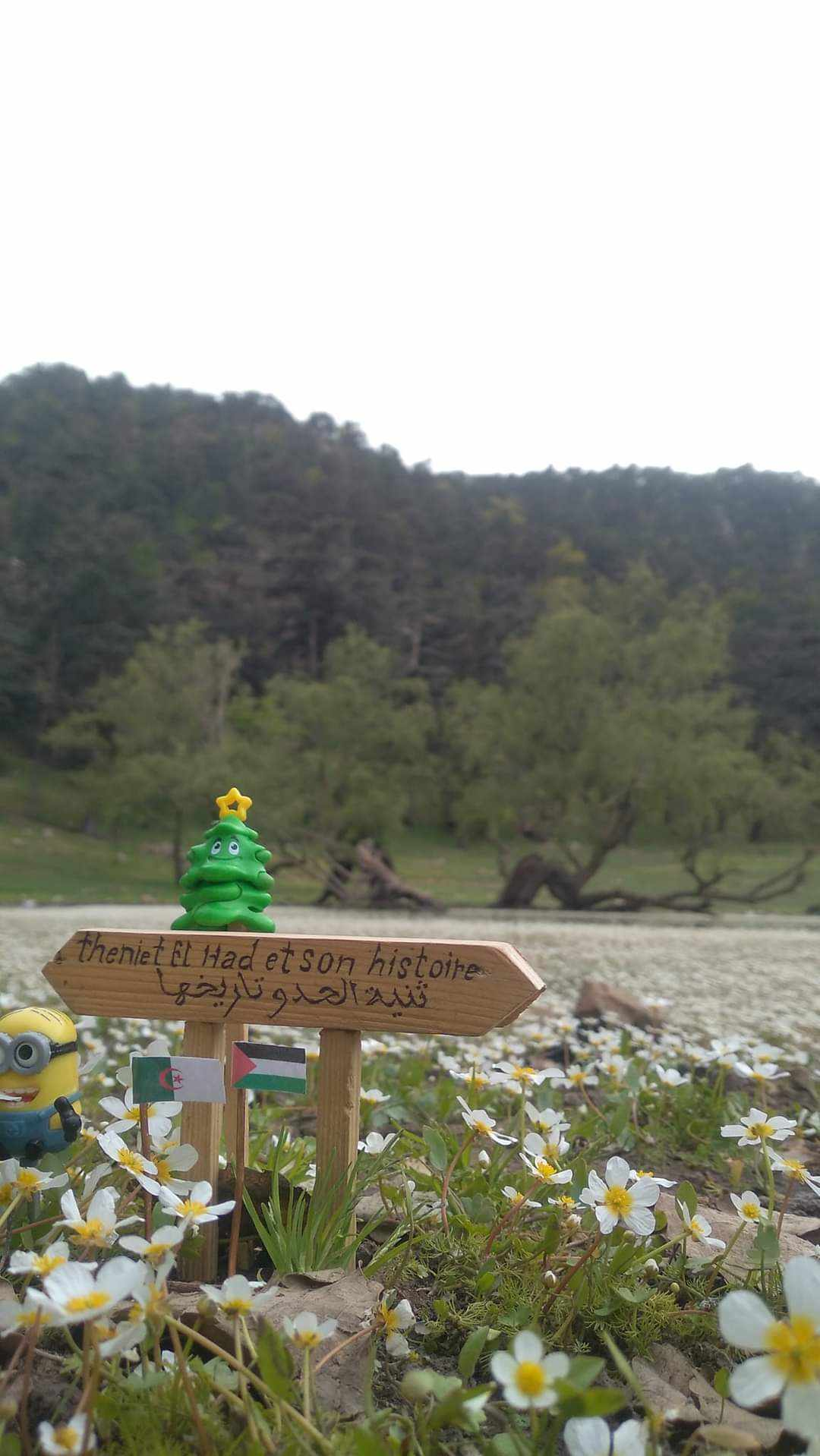
تضامنية لأبناء محمية ثنية الحد للجزائر مع فلسطين، غزة.

- تضامنية لأبناء محمية ثنية الحد للجزائر مع فلسطين، غزة.ازداد توافد العائلات إلى الحظيرة من أجل الاستجمام - مع تحسن الوضع الأمني مقارنة بسنوات خلت- سواء من داخل البلدية أو من خارجها، هذا إضافة إلى رواج ثقافة الرياضة الجبلية، حيث أصبحت المنطقة ملاذا للشباب الراغب في ممارسة رياضة الجري، فالهواء النقي وبساط الطبيعة الأخضر إضافة إلى جمال المنظر يستقطب الرياضيين من أعمار مختلفة شباب أو كهول.
- كما تمتازُ بممارسة التخييم خصوصًا للمصورين والمبدعين القادمين من أماكنَ مختلفة من العالم، من أجلِ التقاطِ عدساتهِم للسحر الخلاب للطبيعة، الصخور والأحفوريات ومشاهد غروب الشمس والثلوج.

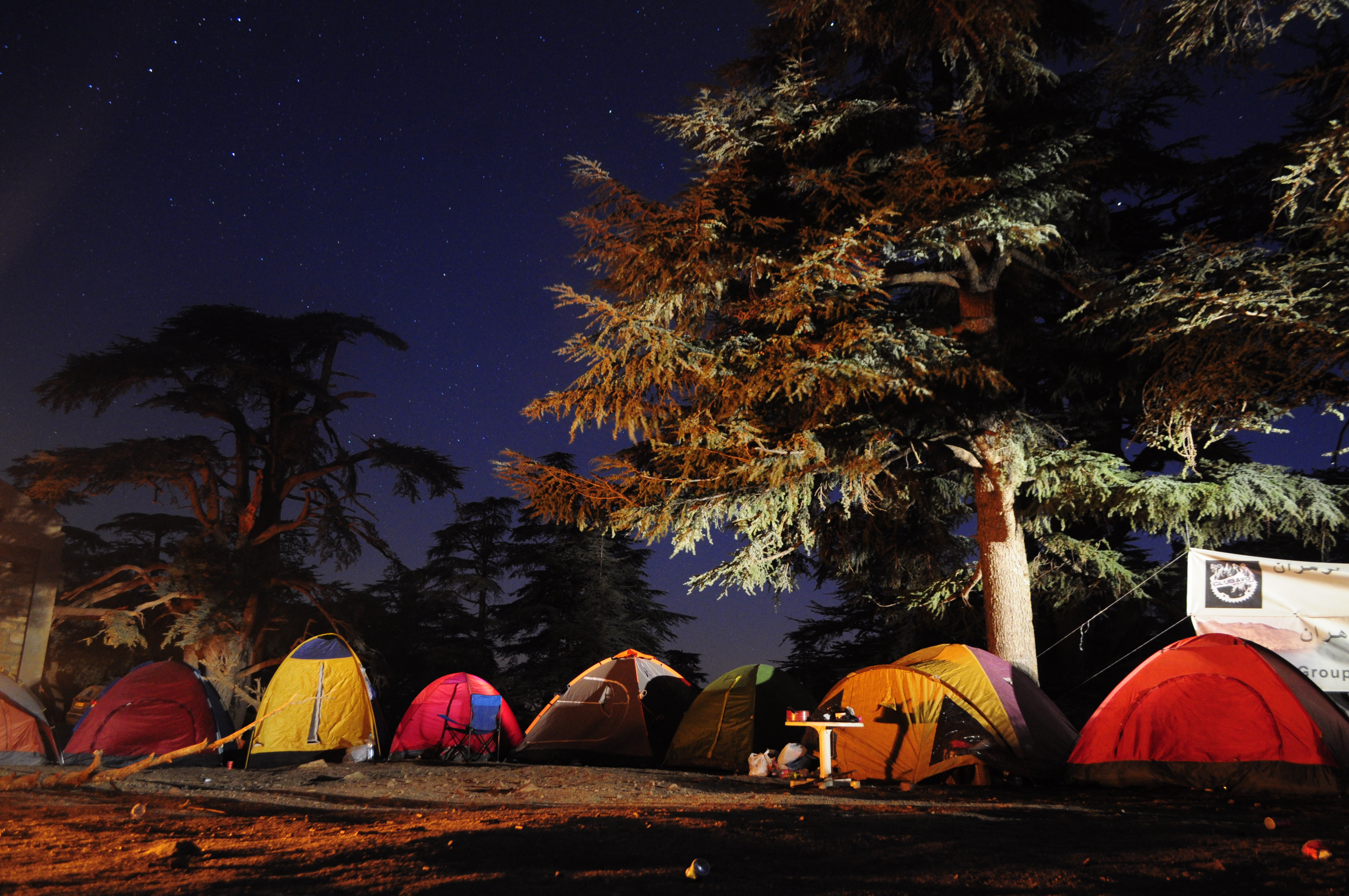
التخييم يعد من الممارسات السياحية للمحمية الوطنية.
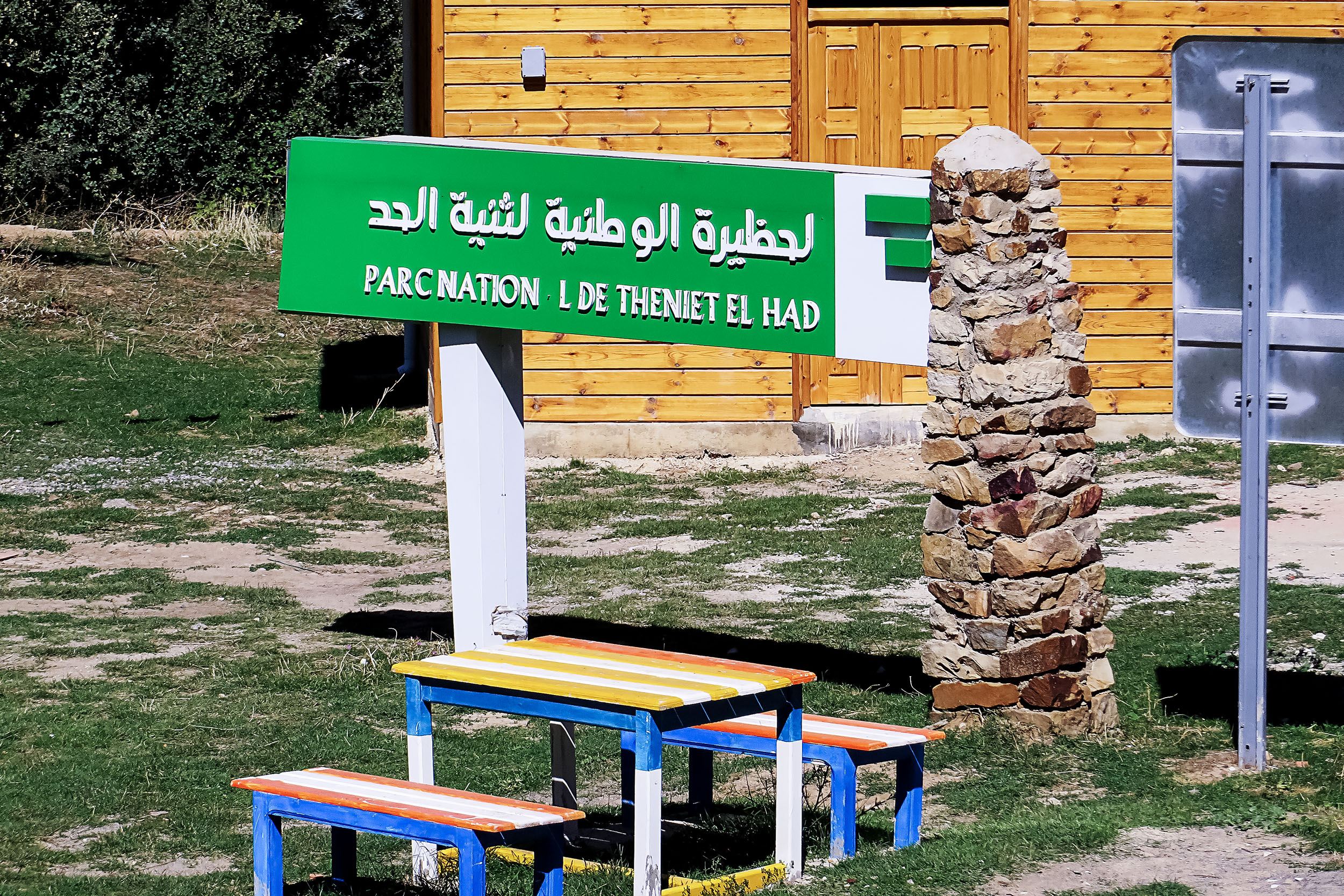
المرافق السياحية

## أنظر أيضًا
- قائمة الحدائق الوطنية في الجزائر
- محمية طبيعية
- متنزه وطني
- منطقة محمية
- بؤرة التنوع الحيوي
- حماية بيئية